# Scottish Cup 1894-95
Scottish Football Association Challenge Cup 1894–95 var den 22. udgave af Scottish Football Association Challenge Cup, nu til dags bedre kendt som Scottish Cup. Første runde blev spillet den 24. november 1894, og turneringen blev afsluttet den 20. april 1895, hvor St. Bernard's FC vandt finalen over Renton FC med 2-1. Sejren var St. Bernard's FC's første i turneringens historie.

## Resultater

### St. Bernard's FC's vej til sejren
| Runde        | Dato   | Kamp                                      | Res.   |
| ------------ | ------ | ----------------------------------------- | ------ |
| Første runde | 24.11. | St. Bernard's FC – Airdrieonians FC       | 4–2    |
| Anden runde  | 15.12. | St. Bernard's FC – Kilmarnock FC          | 3–1    |
| Kvartfinale  | 2.2.   | Clyde F.C. – St. Bernard's FC             | [0]2–6 |
| Kvartfinale  | 23.2.  | Clyde F.C. – St. Bernard's FC             | 1–3    |
| Semifinale   | 3.3.   | St. Bernard's FC – Heart of Midlothian FC | 0–0    |
| Semifinale   | 16.3.  | St. Bernard's FC – Heart of Midlothian FC | 1–0    |
| Finale       | 20.4.  | St. Bernard's FC – Renton FC              | 2–1    |

### Første runde
| Dato   | Kamp                                                         | Res.   |
| ------ | ------------------------------------------------------------ | ------ |
| 24.11. | Ayr Parkhouse FC – Polton Vale FC                            | 5–3    |
| 24.11. | Celtic FC – Queen's Park FC                                  | 4–1    |
| 24.11. | Clyde F.C. – Stevenston Thistle FC                           | 7–2    |
| 24.11. | Dumbarton FC – Galston FC                                    | 2–1    |
| 24.11. | Dundee FC – Orion FC                                         | 5–1    |
| 24.11. | Hibernian FC – Forfar Athletic FC                            | 6–1    |
| 24.11. | Kilmarnock FC – East Stirlingshire FC                        | 5–1    |
| 24.11. | Leith Athletic FC – Abercorn FC                              | [0]5–1 |
| 24.11. | Lochee United FC – King's Park FC                            | 2–5    |
| 24.11. | Motherwell FC – Mossend Swifts FC                            | 1–2    |
| 24.11. | Raith Rovers FC – 5th Kirkcudbrightshire Rifle Volunteers FC | [0]6–3 |
| 24.11. | Rangers FC – Heart of Midlothian FC                          | 1–2    |
| 24.11. | Slanannan Rovers FC – Renton FC                              | [0]2–3 |
| 24.11. | St. Bernard's FC – Airdrieonians FC                          | 4–2    |
| 24.11. | St. Mirren FC – Battlefield FC                               | [0]5–0 |
| 24.11. | Third Lanark Rifle Volunteers FC – Annbank FC                | 4–5    |
| Omkamp |                                                              |        |
| 8.12.  | Abercorn FC – Leith Athletic FC                              | 4–1    |
| 8.12.  | Raith Rovers FC – 5th Kirkcudbrightshire Rifle Volunteers FC | 3–4    |
| 8.12.  | Renton FC – Slanannan Rovers FC                              | 4–0    |
| 8.12.  | St. Mirren FC – Battlefield FC                               | 8–1    |

### Anden runde
Seksten hold spillede om otte pladser i kvartfinalerne.
| Dato   | Kamp                                                   | Res.   |
| ------ | ------------------------------------------------------ | ------ |
| 15.12. | Abercorn FC – Heart of Midlothian FC                   | 1–6    |
| 15.12. | Ayr Parkhouse FC – Mossend Swifts FC                   | 3–1    |
| 15.12. | Clyde F.C. – Annbank FC                                | 4–2    |
| 15.12. | Dundee FC – St. Mirren FC                              | 2–0    |
| 15.12. | Hibernian FC – Celtic FC                               | [0]2–0 |
| 15.12. | King's Park FC – Dumbarton FC                          | 2–1    |
| 15.12. | Renton FC – 5th Kirkcudbrightshire Rifle Volunteers FC | 6–0    |
| 15.12. | St. Bernard's FC – Kilmarnock FC                       | 3–1    |
| Omkamp |                                                        |        |
| 29.12. | Hibernian FC – Celtic FC                               | 0–2    |

### Kvartfinaler
I kvartfinalerne spillede de otte vindere fra ottendedelsfinalerne om fire pladser i semifinalerne.
| Dato   | Kamp                                    | Res.   |
| ------ | --------------------------------------- | ------ |
| 12.1.  | Heart of Midlothian FC – King's Park FC | 4–2    |
| 19.1.  | Ayr Parkhouse FC – Renton FC            | 2–3    |
| 19.1.  | Dundee FC – Celtic FC                   | 1–0    |
| 2.2.   | Clyde F.C. – St. Bernard's FC           | [0]2–6 |
| Omkamp |                                         |        |
| 23.2.  | Clyde F.C. – St. Bernard's FC           | 1–2    |

### Semifinaler
| Dato         | Kamp                                      | Res. | Spillested                |
| ------------ | ----------------------------------------- | ---- | ------------------------- |
| 16.2.        | Dundee FC – Renton FC                     | 1–1  | Carolina Park, Dundee     |
| [ 2 ]        | St. Bernard's FC – Heart of Midlothian FC | 0–0  | Logie Green, Edinburgh    |
| Omkampe      |                                           |      |                           |
| 23.2.        | Renton FC – Dundee FC                     | 3–3  | 2nd Hampden Park, Glasgow |
| 16.3.        | St. Bernard's FC – Heart of Midlothian FC | 1–0  | Logie Green, Edinburgh    |
| Anden omkamp |                                           |      |                           |
| 9.3.         | Renton FC – Dundee FC                     | 3–0  | Celtic Park, Glasgow      |

### Finale
| Dato  | Kamp                         | Res. | Tilskuere | Spillested          |
| ----- | ---------------------------- | ---- | --------- | ------------------- |
| 20.4. | St. Bernard's FC – Renton FC | 2–1  | 13.500    | Ibrox Park, Glasgow |